# The Woman He Married
The Woman He Married é um filme de drama mudo produzido nos Estados Unidos e lançado em 1922. É considerado a ser um filme perdido.